# Latina
Latina egy 119 306 lakosú város Közép-Olaszországban Lazio régióban. Az azonos nevű megye székhelye. 1932. június 30-án alapították Littoria néven, és egyike a legfiatalabb olasz városoknak. Jelenlegi nevét 1946-ban kapta.

## Földrajza
Latina a Tirrén-tengertől pár km-re helyezkedik el egy széles sík területen. Területének egy része a Circeo Nemzeti Parkhoz tartozik.

## Politika
Latina hagyományosan jobboldali beállítottságú településnek számít Olaszországban, a városban erős a Mussolini és a fasizmus iránti nosztalgia.
A város polgármestere 1945-1951 között az Olasz Liberális Párt színében volt, majd 1951-től 1993-ig mindig kereszténydemokrata polgármester volt a város élén, akit mindig a képviselőtestület választott meg.
1993 óta közvetlenül választanak polgármestert; azóta az alábbiak szerint voltak városvezetők:
- 1993–2002: Ajmone Finestra – Olasz Szociális Mozgalom / Nemzeti Szövetség
- 2002–2010: Vincenzo Zaccheo – Nemzeti Szövetség / Szabadság Népe
- 2010–2015: Giovanni Di Giorgi – Szabadság Népe / Olaszország Fivérei
- 2016–2022: Damiano Coletta – Olaszország Közösen

## Történelem

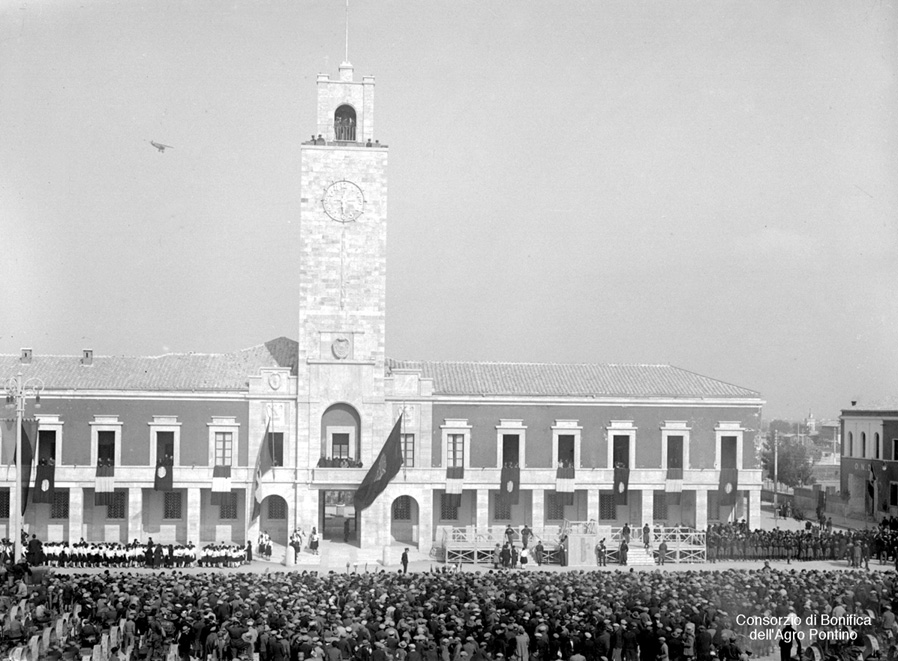
Littoria felavatása

Latina Lazio régió a Pontini-síkság (Agro pontino) nevű mocsaras tájegységén fekszik, amely a kezdetektől fogva rurális terület, gyéren lakott, és ahol nem tervezték nagyobb urbánus központok létrehozását. A fasizmus ideje alatt azonban Valentino Orsolini Cencelli, a mocsarak lecsapolásáért és a térség csatornázásáért felelős kormánybiztos rájött, hogy Cisterna és Terracina már nem tudják ellátni a növekvő igényeket, és új adminisztratív központot tervezett a gyéren lakott területre.
A Littoriának nevezett új város alapkövét 1932. június 30-án rakták le, Benito Mussolini miniszterelnök jelenlétében, és még ugyanazon év december 18-án ünnepélyes keretek között fel is avatták, 1934-től pedig már az újonnan kialakított megye székhelye is lett.
Littoriát elsősorban Venetóból, Friuli-Venezia Giuliából és Emilia-Romagnából érkezők népesítették be.
1944-ben a város súlyos bombatámadásokat szenvedett.
1946-ban nevét Latinára változtatták, amely egyben a diktatúrával való szakítást is szimbolizálta.
A hatvanas-hetvenes években gazdasága és népessége robbanásszerűen növekedett, és a rurális központból rövidesen iparvárossá vált. Az ötvenes években egy nukleáris központ épült ide, amit aztán egy 1987-es népszavazást követően bezártak. Az 1990-es években az ipar válságba került, és számos gyárat bezártak. A 2008-as világgazdasági válság szintén nem kímélte Latinát, hiszen ekkor újabb gyárak zártak be (Tetrapak, Pfizer). 2011-re már csak néhány gyógyszer- és fémipari gyár működik Latinában.

## Látványosságok
Latina a legnagyobb az Olaszországban a fasizmus ideje alatt alapított városok közül, és belvárosa egyedülálló, aminek köszönhetően a múltban jelölték az UNESCO Világörökség listájára is.
1999-től minden évben megrendezik a Latinai Nemzetközi Cirkuszfesztivált.